# Richard Greene
Pour les articles homonymes, voir Greene.
Richard Greene, né le 25 août 1918 à Plymouth (Royaume-Uni) et mort d'une crise cardiaque le 1er juin 1985 dans le Norfolk, est un acteur britannique, connu notamment pour le rôle de Robin des Bois dans la série télévisée éponyme (143 épisodes de 1955 à 1960) et ses apparitions dans plus de 40 films.

## Biographie

### Enfance et vie privée
Fils de Richard Abraham Greene et de Kathleen Gerrard (acteurs du Plymouth Repertory Theatre) et neveu de Edith Elizabeth (Evie) Greene (interprète d'opérettes), il est le descendant de quatre générations d'acteurs. Il passe sa scolarité dans la Cardinal Vaughan Memorial School située dans le quartier de Kensington (Londres) qu'il quitte à 18 ans. Il commence sa carrière en 1933 par une apparition dans la pièce de William Shakespeare Jules César.
En 1941, il épouse l'actrice Britannique Patricia Medina dont il divorce en 1951.
Dans les années 1950, il a une histoire d'amour avec Nancy Oakes, fille du riche magnat de l'industrie minière Sir Harry Oakes, qui fut assassiné dans des circonstances non totalement élucidées en 1943 aux Bahamas.
En 1960, il convole avec Beatriz Summers, dont il divorcera vingt ans plus tard.
Il meurt en 1985, d'un arrêt cardio-circulatoire.

### Carrière
Il rejoint la Jevan Brandon Repertory Company en 1936. Par sa performance dans French Without Tears, pièce de Terence Rattigan, il attire l'attention d'Alexandre Korda et de Darryl F. Zanuck. À 20 ans, il rejoint la 20th Century Fox. Son premier film pour la Fox, Quatre Hommes et une prière (Four Men and a Prayer) de John Ford, est un énorme succès et sa renommée rivalise désormais avec celle de Tyrone Power, autre star de la Fox.
Un de ses rôles les plus notables fut son interprétation de Sir Henry Baskerville dans Le Chien des Baskerville de 1939, avec Basil Rathbone et Nigel Bruce dans les rôles de Sherlock Holmes et du Docteur Watson.
Il interrompt sa carrière d'acteur pour servir durant la Seconde Guerre mondiale dans un régiment de cavalerie de l'armée Britannique (27th Lancers) où il se distingue. Diplômé de Sandhurst, il est promu capitaine en Mai 1944. Dès 1942, il apparaît dans des films de propagande (Flying Fortress et Unpublished Story). Il est rendu à la vie civile en Décembre 1944.
La guerre ayant interrompu l'ascension de sa carrière, et malgré son apparition remarquable dans Ambre en 1947, il est à court d'argent lorsqu'il est approché pour jouer le rôle-titre de Robin des Bois. Il accepte rapidement le rôle et c'est un succès immédiat. Ses problèmes financiers sont derrière lui, et sa carrière relancée.
À la fin de sa carrière, il apparaît dans plusieurs séries télévisées, telles que Les Professionnels en 1978 et Bizarre, bizarre en 1979.

## Filmographie partielle

### Cinéma
- 1938 : Quatre Hommes et une prière (Four Men and a Prayer) de John Ford
- 1938 : My Lucky Star de Roy Del Ruth
- 1938 : Patrouille en mer (Submarine Patrol) de John Ford
- 1938 : Kentucky de David Butler
- 1939 : Petite Princesse (The Little Princess)  de Walter Lang
- 1939 : Le Chien des Baskerville de Sidney Lanfield
- 1939 : Stanley et Livingstone (Stanley and Livingstone) de Henry King et Otto Brower
- 1939 : Here I Am a Stranger de Roy Del Ruth
- 1940 : Les Révoltés du Clermont(Little Old New York) de Henry King
- 1940 : Tanya l'aventurière (I Was an Adventuress) de 	Gregory Ratoff
- 1942 : Unpublished Story (en) de Harold French
- 1943 : Yellow Canary (en) de Herbert Wilcox
- 1947 : Ambre (Forever Amber) d'Otto Preminger
- 1949 : Aventure en Irlande (The fighting O'Flynn) d'Arthur Pierson
- 1949 : L'éventail de Lady Windermere (The Fan) d'Otto Preminger
- 1949 : Cet âge dangereux (That dangerous age) de Gregory Ratoff
- 1950 : L'Aigle du désert (The Desert Hawk) de Frederick De Cordova
- 1950 : Son grand amour (My Daughter Joy) de Gregory Ratoff
- 1952 : Le Mystère du château noir (The Black Castle) de Nathan Juran
- 1953 : On se bat aux Indes (Rogue's March) de Alan Davis
- 1953 : Capitaine Scarlett (Captain Scarlett) de Thomas Carr
- 1955 : Meurtre, Drogue et Compagnie (Contraband Spain) de Lawrence Huntington et Julio Salvador (es)
- 1960 : Le Serment de Robin des Bois (Sword of Sherwood Forest) de Terence Fisher
- 1968 : Le Sang de Fu Manchu (The Blood of Fu Manchu) de Jesús Franco
- 1969 : Le Château de Fu Manchu (The Castle of Fu Manchu) de Jesús Franco
- 1972 : Histoires d'outre-tombe (Tales from the Crypt) de Freddie Francis

### Télévision
- 1951 : Studio One (série télévisée)
- 1955-1960 : Robin des Bois (série télévisée) : Robin des Bois
- 1960 : General Electric Theater (série télévisée)
- 1974 : Dixon of Dock Green (série télévisée)
- 1978 : Les Professionnels (série télévisée) : Neil Turvey
- 1979 : Bizarre, bizarre (série télévisée) : Le Colonel
  - Saison 1, épisode 2 : Chez ma tante (Mrs Bixby and the Colonel's Coat) de Simon Langton
- 1981 : Scarf Jack (série télévisée) : Mr. Edward

## Crédit d'auteurs
- (en) Cet article est partiellement ou en totalité issu de l’article de Wikipédia en anglais intitulé « Richard Greene » (voir la liste des auteurs).